# Ministerio de Relaciones Exteriores (Bolivia)
El Ministerio de Relaciones Exteriores de Bolivia es el ministerio encargado de dirigir, planear, ejecutar  y coordinar la política exterior y las relaciones diplomáticas de Bolivia. La actual Ministra de Relaciones Exteriores es Celinda Sosa Lunda.

## Ministros
| Cancilleres                                | Posesionado por el Presidente de Bolivia | Periodo como Ministro o Ministra | Periodo como Ministro o Ministra | Tiempo de Duración en el Cargo Ministerial | Decreto Presidencial de Designación |
| Cancilleres                                | Posesionado por el Presidente de Bolivia | INICIO                           | FINAL                            | Tiempo de Duración en el Cargo Ministerial | Decreto Presidencial de Designación |
| ------------------------------------------ | ---------------------------------------- | -------------------------------- | -------------------------------- | ------------------------------------------ | ----------------------------------- |
| DÉCADA DE 1940 (Años 40s)                  |                                          |                                  |                                  |                                            |                                     |
| Luis Fernando Guachalla † (1899-1986)      | Enrique Hertzog Garaizabal               | 14 de mayo de 1947               | 11 de septiembre de 1947         | 3 meses y 28 días                          | Decreto 26754                       |
| Tomás Manuel Elio † (1886-1971)            | Enrique Hertzog Garaizabal               | 11 de septiembre de 1947         | 1 de marzo de 1948               | 5 meses y 20 días                          | Decreto 26754                       |
| Adolfo Costa du Rels † (1891-1980)         | Enrique Hertzog Garaizabal               | 1 de marzo de 1948               | 9 de agosto de 1948              | 5 meses y 8 días                           | Decreto 26754                       |
| Javier Paz Campero † (1897-1955)           | Enrique Hertzog Garaizabal               | 9 de agosto de 1948              | 13 de enero de 1949              | 5 meses y 4 días                           | Decreto 26754                       |
| Juan Manuel Balcázar † (1894-1956)         | Enrique Hertzog Garaizabal               | 13 de enero de 1949              | 4 de marzo de 1949               | 1 mes y 22 días                            | Decreto 26754                       |
| Luis Fernando Guachalla † (1899-1986)      | Enrique Hertzog Garaizabal               | 4 de marzo de 1949               | 20 de mayo de 1949               | 2 meses y 16 días                          | Decreto 26754                       |
| Waldo Belmonte Pool † (1897-1954)          | Mamerto Urriolagoitia                    | 20 de mayo de 1949               | 2 de agosto de 1949              | 2 meses y 13 días                          | Decreto 26754                       |
| Alberto Saavedra Nogales † (1902-1978)     | Mamerto Urriolagoitia                    | 2 de agosto de 1949              | 28 de enero de 1950              | 5 meses y 26 días                          | Decreto 26754                       |
| DÉCADA DE 1950 (Años 50s)                  |                                          |                                  |                                  |                                            |                                     |
| Pedro Zilveti Arce † (1897-1978)           | Mamerto Urriolagoitia                    | 28 de enero de 1950              | 21 de marzo de 1951              | 1 año, 1 mes y 24 días                     | Decreto 26754                       |
| José Saavedra Suárez † (1905-1975)         | Mamerto Urriolagoitia                    | 21 de marzo de 1951              | 16 de mayo de 1951               | 1 mes y 26 días                            | Decreto 26754                       |
| Tomás Antonio Suárez Castedo † (1906-?)    | Hugo Ballivián Rojas                     | 16 de mayo de 1951               | 12 de abril de 1952              | 10 meses y 27 días                         | Decreto 26754                       |
| Walter Guevara Arze † (1912-1996)          | Víctor Paz Estenssoro                    | 12 de abril de 1952              | 20 de enero de 1956              | 3 años, 9 meses y 8 días                   | Decreto 26754                       |
| Manuel Barrau Peláez † (1909-1972)         | Víctor Paz Estenssoro                    | 23 de enero de 1956              | 17 de agosto de 1958             | 2 años, 6 meses y 25 días                  | Decreto 26754                       |
| Víctor Andrade Uzquiano † (1905-1990)      | Hernán Siles Suazo                       | 17 de agosto de 1958             | 14 de noviembre de 1959          | 1 año, 2 meses y 28 días                   | Decreto 26754                       |
| Walter Guevara Arze † (1912-1996)          | Hernán Siles Suazo                       | 14 de noviembre de 1959          | 10 de junio de 1960              | 6 meses y 26 días                          | Decreto 26754                       |
| DÉCADA DE 1960 (Años 60s)                  |                                          |                                  |                                  |                                            |                                     |
| Carlos Morales Guillén † (1915-1994)       | Hernán Siles Suazo                       | 10 de junio de 1960              | 6 de agosto de 1960              | 1 mes y 26 días                            | Decreto 26754                       |
| Eduardo Arze Quiroga † (1907-1989)         | Víctor Paz Estenssoro                    | 6 de agosto de 1960              | 8 de enero de 1962               | 1 año, 5 meses y 2 días                    | Decreto 26754                       |
| José Fellmann Velarde † (1922-1982)        | Víctor Paz Estenssoro                    | 8 de enero de 1962               | 24 de enero de 1964              | 2 años y 16 días                           | Decreto 26754                       |
| Fernando Iturralde Chinel † (1913-1970)    | Víctor Paz Estenssoro                    | 24 de enero de 1964              | 4 de noviembre de 1964           | 2 meses y 29 días                          | Decreto 26754                       |
| Joaquín Zenteno Anaya † (1921-1976)        | René Barrientos Ortuño                   | 5 de noviembre de 1964           | 6 de agosto de 1966              | 1 año, 9 meses y 1 día                     | Decreto 26754                       |
| Alberto Crespo Gutiérrez † (1906-1996)     | René Barrientos Ortuño                   | 6 de agosto de 1966              | 6 de agosto de 1967              | 1 año                                      | Decreto 26754                       |
| Walter Guevara Arze † (1912-1996)          | René Barrientos Ortuño                   | 4 de agosto de 1967              | 7 de febrero de 1968             | 6 meses y 3 días                           | Decreto 26754                       |
| Tomás Guillermo Elío Moldiz † (1909-?)     | René Barrientos Ortuño                   | 7 de febrero de 1968             | 27 de julio de 1968              | 4 meses y 14 días                          | Decreto 26754                       |
| Samuel Alcoreza Meneses † (1916-1973)      | René Barrientos Ortuño                   | 27 de julio de 1968              | 10 de diciembre de 1968          | 4 meses y 14 días                          | Decreto 26754                       |
| Víctor Hoz de Vila Bacarreza † (1928-?)    | René Barrientos Ortuño                   | 10 de diciembre de 1968          | 27 de abril de 1969              | 4 meses y 17 días                          | Decreto 26754                       |
| Gustavo Medeiros Querejazu † (1913-1998)   | Luis Adolfo Siles Salinas                | 5 de mayo de 1969                | 26 de septiembre de 1969         | 6 meses y 21 días                          | Decreto 26754                       |
| César Ruiz Velarde † (1921-2008)           | Alfredo Ovando Candia                    | 6 de octubre de 1969             | 12 de mayo de 1970               | 7 meses y 6 días                           | Decreto 26754                       |
| DÉCADA DE 1970 (Años 70s)                  |                                          |                                  |                                  |                                            |                                     |
| Edgar Camacho Omiste † (1936-2013)         | Alfredo Ovando Candia                    | 12 de mayo de 1970               | 7 de octubre de 1970             | 4 meses y 26 días                          | Decreto 26754                       |
| Emilio Molina Pizarro † (1916-1982)        | Juan José Torres González                | 9 de octubre de 1970             | 17 de marzo de 1971              | 5 meses y 8 días                           | Decreto 26754                       |
| Huáscar Taborga Torrico † (1930-2012)      | Juan José Torres González                | 17 de marzo de 1971              | 21 de agosto de 1971             | 5 meses y 4 días                           | Decreto 26754                       |
| Mario Gutiérrez Gutiérrez † (1917-1980)    | Hugo Banzer Suárez                       | 22 de agosto de 1971             | 26 de noviembre de 1973          | 2 años, 3 meses y 4 días                   | Decreto 26754                       |
| Alberto Guzmán Soriano † (1923-1989)       | Hugo Banzer Suárez                       | 26 de noviembre de 1973          | 19 de abril de 1976              | 2 años, 4 meses y 23 días                  | Decreto 26754                       |
| Óscar Adriázola Valda † (1928-?)           | Hugo Banzer Suárez                       | 19 de abril de 1976              | 21 de julio de 1978              | 2 años, 3 meses y 2 días                   | Decreto 26754                       |
| Ricardo Anaya Arze † (1907-1997)           | Juan Pereda Asbún                        | 24 de julio de 1978              | 24 de noviembre de 1978          | 4 meses                                    | Decreto 26754                       |
| Raúl Botelho Gosálvez † (1917-2004)        | David Padilla Arancibia                  | 25 de noviembre de 1978          | 11 de mayo de 1979               | 5 meses y 16 días                          | Decreto 26754                       |
| Jorge Escobari Cusicanqui † (1926-2000)    | David Padilla Arancibia                  | 11 de mayo de 1979               | 6 de agosto de 1979              | 2 meses y 26 días                          | Decreto 26754                       |
| Gustavo Fernández Saavedra (1940-)         | Walter Guevara Arze                      | 9 de agosto de 1979              | 1 de noviembre de 1979           | 2 meses y 23 días                          | Decreto 26754                       |
| Guillermo Bedregal Gutiérrez † (1926-2018) | Alberto Natusch Busch                    | 1 de noviembre de 1979           | 16 de noviembre de 1979          | 15 días                                    | Decreto 26754                       |
| Julio Garrett Ayllón † (1925-2018)         | Lidia Gueiler Tejada                     | 19 de noviembre de 1979          | 7 de abril de 1980               | 4 meses y 18 días                          | Decreto 26277                       |
| DÉCADA DE 1980 (Años 80s)                  |                                          |                                  |                                  |                                            |                                     |
| Gastón Araoz Levy † (1921-2011)            | Lidia Gueiler Tejada                     | 7 de abril de 1980               | 17 de julio de 1980              | 3 meses y 10 días                          | Decreto 26277                       |
| Javier Cerruto Calderón † (1919-2004)      | Luis García Meza Tejada                  | 17 de julio de 1980              | 26 de febrero de 1981            | 7 meses y 9 días                           | Decreto 25193                       |
| Mario Rolón Anaya † (1927-2013)            | Luis García Meza Tejada                  | 26 de febrero de 1981            | 4 de septiembre de 1981          | 6 meses y 6 días                           | Decreto 25193                       |
| Gonzalo Romero Álvarez † (1916-1989)       | Celso Torrelio Villa                     | 7 de septiembre de 1981          | 19 de julio de 1982              | 10 meses y 12 días                         | Decreto 25193                       |
| Agustín Saavedra Weise † (1943-2021)       | Guido Vildoso Calderón                   | 21 de julio de 1982              | 10 de octubre de 1982            | 2 meses y 20 días                          | Decreto 25193                       |
| Jorge Mario Velarde Dorado † (1932-2021)   | Hernán Siles Suazo                       | 10 de octubre de 1982            | 16 de mayo de 1983               | 7 meses y 6 días                           | Decreto 25193                       |
| Marcial Tamayo Sáenz † (1921-1997)         | Hernán Siles Suazo                       | 16 de mayo de 1983               | 25 de agosto de 1983             | 3 meses y 9 días                           | Decreto 25193                       |
| José Ortiz Mercado † (1939-2004)           | Hernán Siles Suazo                       | 25 de agosto de 1983             | 10 de abril de 1984              | 7 meses y 16 días                          | Decreto 25193                       |
| Gustavo Fernández Saavedra (1940-)         | Hernán Siles Suazo                       | 10 de abril de 1984              | 10 de enero de 1985              | 9 meses                                    | Decreto 25193                       |
| Edgar Camacho Omiste † (1936-2013)         | Hernán Siles Suazo                       | 10 de enero de 1985              | 6 de agosto de 1985              | 6 meses y 27 días                          | Decreto 25193                       |
| Gastón Araoz Levy † (1921-2011)            | Víctor Paz Estenssoro                    | 6 de agosto de 1985              | 22 de enero de 1986              | 5 meses y 16 días                          | Decreto 26277                       |
| Guillermo Bedregal Gutiérrez † (1926-2018) | Víctor Paz Estenssoro                    | 22 de enero de 1986              | 13 de marzo de 1989              | 3 años, 1 mes y 22 días                    | Decreto 26754                       |
| Valentín Abecia Baldivieso † (1925-2010)   | Víctor Paz Estenssoro                    | 13 de marzo de 1989              | 6 de agosto de 1989              | 4 meses y 24 días                          | Decreto 27215                       |
| Carlos Iturralde Ballivian † (1941-2021)   | Jaime Paz Zamora                         | 6 de agosto de 1989              | 17 de marzo de 1992              | 2 años, 7 meses y 11 días                  | Decreto 27999                       |
| DÉCADA DE 1990 (Años 90s)                  |                                          |                                  |                                  |                                            |                                     |
| Ronald MacLean Abaroa (1949-)              | Jaime Paz Zamora                         | 17 de marzo de 1992              | 3 de junio de 1993               | 1 año, 2 meses y 17 días                   | Decreto 28001                       |
| Roberto Peña Rodríguez † (1948-2022)       | Jaime Paz Zamora                         | 3 de junio de 1993               | 6 de agosto de 1993              | 2 meses y 3 días                           | Decreto 28201                       |
| Antonio José Araníbar Quiroga (1941-)      | Gonzalo Sánchez de Lozada                | 6 de agosto de 1993              | 6 de agosto de 1997              | 4 años                                     | Decreto 28602                       |
| Javier Murillo de la Rocha (-)             | Hugo Banzer Suárez                       | 6 de agosto de 1997              | 6 de agosto de 2001              | 4 años                                     | Decreto 29426                       |
| DÉCADA DE 2000 (Años 2000s)                |                                          |                                  |                                  |                                            |                                     |
| Gustavo Fernández Saavedra (1940-)         | Jorge Quiroga Ramírez                    | 6 de agosto de 2001              | 6 de agosto de 2002              | 1 año                                      | Decreto 29700                       |
| Carlos Saavedra Bruno (1949-)              | Gonzalo Sánchez de Lozada                | 6 de agosto de 2002              | 17 de octubre de 2003            | 1 año, 2 meses y 11 días                   | Decreto 407                         |
| Juan Ignacio Siles Del Valle (1961-)       | Carlos Mesa Gisbert                      | 19 de octubre de 2003            | 9 de junio de 2005               | 1 año, 7 meses y 21 días                   | Decreto 512                         |
| Armando Loaiza Mariaca † (1943-2016)       | Eduardo Rodríguez Veltzé                 | 14 de junio de 2005              | 23 de enero de 2006              | 7 meses y 9 días                           | Decreto 1125                        |
| DÉCADA DE 2010 (Años 10s)                  |                                          |                                  |                                  |                                            |                                     |
| David Choquehuanca Céspedes (1961-)        | Evo Morales Ayma                         | 23 de enero de 2006              | 23 de enero de 2017              | 11 años                                    | Decreto 2249                        |
| Fernando Huanacuni Mamani (1966-)          | Evo Morales Ayma                         | 23 de enero de 2017              | 4 de septiembre de 2018          | 7 meses y 12 días                          | Decreto 3573                        |
| Diego Pary Rodríguez (1978-)               | Evo Morales Ayma                         | 4 de septiembre de 2018          | 10 de noviembre de 2019          | 1 año, 2 meses y 6 días                    | Decreto 3654                        |
| Karen Longaric Rodríguez (1956-)           | Jeanine Áñez Chávez                      | 13 de noviembre de 2019          | 8 de noviembre de 2020           | 11 meses y 25 días                         | Decreto 4077                        |
| DÉCADA DE 2020 (Años 20s)                  |                                          |                                  |                                  |                                            |                                     |
| Rogelio Mayta Mayta (1971-)                | Luis Arce Catacora                       | 9 de noviembre de 2020           | 15 de noviembre de 2023          | 3 años y 6 días                            | Decreto 4389                        |
| Celinda Sosa Lunda (1963-)                 | Luis Arce Catacora                       | 27 de noviembre de 2023          | Actualidad                       | 1 año, 3 meses y 27 días                   | Decreto 5066                        |